# Colette Brand
Colette Brand (5 november 1967) is een voormalig Zwitserse freestyleskiester. Ze vertegenwoordigde haar vaderland op de Olympische Winterspelen 1994 in Lillehammer en de Olympische Winterspelen 1998 in Nagano. Ook nam ze deel aan het demonstratie onderdeel aerials tijdens de Olympische Winterspelen 1992 in Albertville, hierbij vielen geen olympische medailles te behalen.

## Resultaten

### Olympische Winterspelen
| Jaar | Plaats      | Resultaten  |
| ---- | ----------- | ----------- |
| 1992 | Albertville | 1e Aerials# |
| 1994 | Lillehammer | 15e Aerials |
| 1998 | Nagano      | Aerials     |

# Demonstratie onderdeel waarbij geen olympische medailles werden toegekend.

### Wereldkampioenschappen
| Jaar | Plaats                | Resultaten |
| ---- | --------------------- | ---------- |
| 1991 | Lake Placid           | 7e Aerials |
| 1993 | Altenmarkt-Zauchensee | 7e Aerials |
| 1995 | La Clusaz             | 9e Aerials |

### Wereldbeker
Eindklasseringen
| Seizoen   | Algemeen         | Aerials          |
| --------- | ---------------- | ---------------- |
| 1986/1987 | 59e 0,00 punten  | 19e 1,00 punten  |
| 1987/1988 | 44e 1,00 punten  | 16e 7,00 punten  |
| 1988/1989 | 29e 4,00 punten  | 11e 28,00 punten |
| 1989/1990 | 27e 6,00 punten  | 8e 37,00 punten  |
| 1990/1991 | 13e 9,00 punten  | · 81,00 punten   |
| 1991/1992 | 9e 10,00 punten  | · 91,00 punten   |
| 1992/1993 | 10e 93,00 punten | · 560,00 punten  |
| 1993/1994 | 11e 90,00 punten | · 720,00 punten  |
| 1994/1995 | 13e 92,00 punten | · 740,00 punten  |
| 1995/1996 | 7e 96,00 punten  | · 860,00 punten  |
| 1997/1998 | 17e 79,00 punten | 6e 556,00 punten |

Wereldbekerzeges
| Datum            | Plaats                | Onderdeel |
| ---------------- | --------------------- | --------- |
| 21 maart 1991    | Hundfjället           | Aerials   |
| 27 februari 1993 | La Plagne             | Aerials   |
| 16 december 1993 | Piancavallo           | Aerials   |
| 22 december 1993 | La Plagne             | Aerials   |
| 13 maart 1994    | Meiringen-Hasliberg   | Aerials   |
| 21 december 1994 | Piancavallo           | Aerials   |
| 28 januari 1995  | Lake Placid           | Aerials   |
| 4 februari 1995  | Oberjoch              | Aerials   |
| 11 maart 1995    | Hundfjället           | Aerials   |
| 15 december 1995 | La Plagne             | Aerials   |
| 3 februari 1996  | Kirchberg             | Aerials   |
| 10 februari 1996 | Oberjoch              | Aerials   |
| 16 februari 1996 | La Plagne             | Aerials   |
| 13 maart 1996    | Altenmarkt-Zauchensee | Aerials   |